# Calyptospora empristica
Calyptospora empristica is een soort in de taxonomische indeling van de Myzozoa, een stam van microscopische parasitaire dieren. Het organisme komt uit het geslacht Calyptospora en behoort tot de familie Calyptosporidae. Calyptospora empristica werd in 1985 ontdekt door Fournie, Hawkins & Overstreet.